# Список супруг гавайских монархов

Герб Гавайского королевства

Супруги гавайских монархов — список супруг гавайских монархов, оказавших влияние на политику и общественную жизнь Гавайского королевства (1810—1893).
Королевство Гавайи было основано Камеамеа I после завоевания им к 1795 году владений почти всех местных вождей на основных Гавайских островах (за исключением островов Кауаи и Ниихау).
Его династия продолжалась до тех пор, пока последняя королева Лилиуокалани не была свергнута революцией 1893 года.

## Список супруг гавайских монархов
Комментарии
- Каауману — у Камеамеа I было много жён (около 21), Каауману была любимой и самой влиятельной женой, а впоследствии вдовой-регентом Гавайского королевства.
- Камамалу — у Камеамеа II было 4 жены, Камамалу была любимой и самой влиятельной женой.
- Королева-консорт — супруга монарха.

### Династия Камеамеа
| Изображение | Имя               | Дата рождения  | Дата смерти       | Супруг (годы правления)  |
| ----------- | ----------------- | -------------- | ----------------- | ------------------------ |
|             | Каауману          | 1768           | 5 июня, 1832      | Камеамеа I (1795—1819)   |
|             | Камамалу          | 1802           | 8 июля, 1824      | Камеамеа II (1819—1824)  |
|             | Калама (королева) | 1817           | 30 сентября, 1870 | Камеамеа III (1825—1854) |
|             | Эмма Гавайская    | 2 января, 1836 | 25 апреля, 1885   | Камеамеа IV (1854—1863)  |

Не было супруги:
- Камеамеа V (1863—1872) — последний из прямых потомков Камеамеа I
- Луналило (1873—1874) — избранный король.

### Династия Калакауа
| Изображение | Имя               | Дата рождения    | Дата смерти      | Супруг/супруга (годы правления) |
| ----------- | ----------------- | ---------------- | ---------------- | ------------------------------- |
|             | Капиолани         | 31 декабря, 1834 | 24 июня, 1899    | Калакауа (1874—1891)            |
|             | Джон Оуэн Доминис | 10 марта, 1832   | 27 августа, 1891 | Лилиуокалани (1891—1893)        |